# Il Signore della Magia
Il Signore della Magia (titolo originale in inglese: Magician) è un romanzo epico high fantasy dello scrittore americano Raymond E. Feist. Originariamente pubblicato nel 1982, è il primo libro della Saga di Riftwar e del più ampio Ciclo di Riftwar. Il libro è ambientato in un mondo fantasy in stile Dungeons & Dragons chiamato Midkemia, originariamente inventato da Feist e dai suoi amici durante il college.
La storia segue i primi anni di vita di Pug, un ragazzo orfano che diviene l'apprendista del maestro mago Kulgan, quando il Regno viene improvvisamente assalito da invasori alieni provenienti da portali magici: Pug e il suo amico Tomas vengono coinvolti nel conflitto, con il destino di Pug che lo conduce attraverso una spaccatura ("rift") verso un nuovo mondo.
Nel 1992, a seguito dell'aumentare della fama dell'autore e dei suoi romanzi, il libro viene ripubblicato in un'edizione intitolata "The Author's Preferred Edition" ("L'Edizione Preferita dell'Autore") – o "Revised Edition" ("Edizione Rivista") in alcuni paesi – che presenta il testo originale prima delle modifiche apportate nella prima edizione. Il Signore della Magia è considerato un classico romanzo fantasy che si concentra molto sull'ampia politica delle nazioni coinvolte oltre che sulle storie individuali.
Sono stati tentati diversi adattamenti per la televisione, ma nessuno è andato oltre le fasi iniziali dei progetti.

## Storia editoriale
Il Signore della Magia è il primo romanzo pubblicato da Feist, scritto negli anni successivi alla sua laurea all'Università della California a San Diego. All'università è un fan dei giochi di ruolo e gioca regolarmente con i suoi amici. Il nome e l'idea generale di Midkemia provengono da un gruppo di amici che hanno inventato il mondo e alcuni dei meccanismi di base, come il sistema delle magie. Prima di iniziare a lavorare su Il Signore della Magia, Feist scrive alcune storie brevi e "spensierate" sul mondo che hanno creato.
Feist si laurea nel 1977 e inizia a lavorare nel settore sanitario. In questo periodo sviluppa l'idea per un romanzo che coinvolge un ragazzo mago, e inizia a scrivere. Successivamente perde il lavoro ma i suoi amici finanziano lo sforzo per completare Il Signore della Magia. Il libro viene terminato nel 1979 e pubblicato nel 1982 da Doubleday Books. Il Signore della Magia viene suddiviso in due volumi per il mercato statunitense, pubblicati in ordine cronologico con i nomi Magician: Apprentice e Magician: Master. Viene ripubblicato nel 1992 in un'edizione per il suo decimo anniversario intitolata "The Author's Preferred Edition" contenente scene che erano state tagliate dall'originale. Feist vuole assicurarsi che qualsiasi ristampa includa nuovo materiale, quindi reinserisce alcune scene che riteneva importanti, ma mantiene anche alcuni dei tagli originali.
Oltre ad essere basato sul mondo inventato con i suoi amici all'università, Il Signore della Magia presenta una serie di altre influenze. Il libro contiene vari concetti fantasy comuni ma attinge anche da altre idee, come evidenziato da Hannu Hiilos sulla rivista Foundation che traccia parallelismi con il lavoro di James Fenimore Cooper e la storia di Robin Hood. Feist ha riconosciuto che l'ambientazione di Tékumel del gioco di ruolo fantasy Empire of the Petal Throne di M. A. R. Barker era la fonte di gran parte del mondo di Kelewan. La campagna originale di D&D su cui ha basato i suoi libri narrava di un'invasione del mondo di Midkemia da parte di quello di Tekumel. Di conseguenza, gran parte del background di Kelewan – l'Impero degli Tsurani, la mancanza di metalli e cavalli, i Cho'ja, i pantheon di 10 divinità maggiori e 10 minori – provengono da Tekumel. Feist ha affermato di non essere stato a conoscenza di ciò nel periodo in cui scrisse Il Signore della Magia.

## Trama
Nel dodicesimo anno del regno di Rodric IV, nel Ducato di Crydee, un orfano di nome Pug viene nominato apprendista mago dal maestro mago Kulgan. Studente di magia in difficoltà, sale al rango elevato salvando la principessa Carline, la figlia del Duca Borric conDoin, dai troll di montagna e diventa uno scudiero della corte del Duca .
In seguito alla scoperta di una nave straniera naufragata dopo una tempesta, avvistata in compagnia del suo amico apprendista guerriero Tomas, e all'apparizione nelle foreste di Crydee di guerrieri vestiti in modo bizzarro, il Duca Borric parte con Pug e altri avventurieri alla volta di Krondor, la capitale del territorio occidentale del Regno, per dare la notizia e chiedere aiuto. Durante il viaggio, Pug e il suo gruppo vengono attaccati dagli elfi oscuri, ma vengono salvati dai nani e dal loro leader Dolgan che li guida attraverso una serie di miniere fino alla costa.
Poco dopo l'arrivo a Krondor, il gruppo del Duca Borric riceve l'ordine di proseguire verso Rillanon, la capitale del Regno. Una volta lì, tuttavia, viene loro rifiutato qualsiasi aiuto dal re Rodric IV, che si scopre essere preda di follia e allucinazioni, e vengono quindi respinti.
Scoppia la guerra tra i Midkemiani e gli ultraterreni Tsurani, giunti sul Midkemia attraverso un portale magico. Le truppe del Duca si impegnano in una feroce battaglia nel tentativo di localizzare e distruggere la spaccatura nello spaziotempo che dà accesso allo Tsurani, ma Pug viene catturato e riportato attraverso la spaccatura a Kelewan, il pianeta natale degli Tsurani, come schiavo. Durante anni di stallo nella guerra su Midkemia da parte delle due forze opposte, Pug su Kelewan diviene un Eccelso, un potente mago di Kelewan con il nuovo nome di Milamber, e scopre alcuni anni dopo di avere un figlio, William, nato dal suo matrimonio con Katala, una donna Tsurani. Un compagno schiavo di Pug, Laurie, insieme a un guerriero Tsurani amico di entrambi, Kasumi, intraprendono una missione segreta di pace per conto dell'imperatore Tsurani e attraversano un portale per giungere a Rillanon da re Rodric IV, ma neanche loro riescono a persuadere l'ormai folle re.
Dopo aver compreso di voler servire l'Impero Tsurani ma di non poter accettare alcune usanze di quel popolo, Pug decide di attraversare un portale tornando su Midkemia e portando con sé la moglie Katala e il figlio William. Dopo aver raggiunto Crydee e il morente Duca Borric, ferito in battaglia, questi gli rivela di averlo adottato, in sua assenza, accogliendolo nella sua famiglia e donandogli il nome dei conDoin, e gli concede la proprietà di un'isola, Stardock, assieme a una quantità di denaro tale da permettere a Pug e Kulgan di crearvi un'accademia di magia. Il Duca Borric, prima di morire, rivela anche che Martin "Longbow", abile cacciatore di Crydee dall'ignoto passato, è suo figlio naturale e fratello maggiore dei principi Lyam, Arutha e Carline. Alla morte di Borric, Lyam diventa Duca di Crydee e comandante degli eserciti dell'Occidente. Poco dopo, re Rodric IV appare al campo dopo aver appreso la notizia della morte di Borric. Lo stesso Rodric guida quindi una carica contro gli Tsurani, rompendo i loro ranghi e respingendoli, ma subendo una ferita mortale. In punto di morte, la sanità mentale del re sembra tornare, portandolo a scusarsi con Lyam e a nominarlo erede al trono del Regno.
Con la morte di Rodric, Lyam assume il comando e avvia un processo con l'imperatore Ichindar per ottenere un periodo di pace. I due governanti, con Pug come interprete, iniziano il trattato in buoni rapporti scambiandosi doni. A causa dell'interferenza del potente e misterioso stregone Macros il Nero, gli elfi e i nani percepiscono erroneamente un tradimento e la tregua si tramuta in un conflitto totale. Macros chiede l'aiuto di Pug per chiudere la spaccatura una volta per tutte e la connessione tra i due mondi viene interrotta, lasciando numerosi soldati Tsurani bloccati a Midkemia, inclusa Kasumi. Gli Tsurani, che si aspettano di essere messi a morte come è consuetudine nel loro mondo, ricevono invece la libertà in cambio della loro promessa di servizio al Regno, e vengono stanziati a LaMut con Kasumi nominato Conte e a cui viene dato il comando.
Lyam sceglie di rivelare il diritto di nascita di Martin alla vigilia dell'incoronazione, ma per evitare di gettare il Regno nel tumulto e in una potenziale guerra civile Martin rinuncia alla sua pretesa, confermando Lyam come il legittimo re e ponendo fine a ogni possibile di controversia.

## Critica
Il libro è stato generalmente ben accolto, e vanta diverse edizioni e ristampe nel corso degli anni.
Sono state mosse critiche mirate ad alcuni aspetti del libro. Nel 1985 Colin Greenland ha recensito Il Signore della Magia per la rivista Imagine affermando che "non c'è nulla di davvero originale nel libro, si basa molto su personaggi e paesaggi generalizzati; ma dopo un inizio lento Feist mette tutto in prospettiva, sottolineando le distanze e le difficoltà la guerra che nessuno ha voluto davvero iniziare".
Nel 2003 il libro si è posizionato all'89º posto nell'elenco della BBC "Big Read Top 100".

## Opere derivate
Il Signore della Magia, insieme ad altri romanzi della serie, ha ispirato la creazione dei videogiochi di ruolo Betrayal at Krondor (1993), Betrayal in Antara (1997) e Return to Krondor (1998), che riprendono personaggi, luoghi ed eventi del libro. Tra i principali riferimenti in Return to Krondor, ad esempio, oltre alla stessa città di Krondor, ai suoi quartieri e alle sue locande, vi sono i personaggi di Pug, del Mago Kulgan, del Principe Arutha conDoin, di Jimmy La Mano e di William, l'ordine dei sacerdoti di Ishap, gli Schernitori (la gilda dei ladri), il ducato di Crydee, il regno di Kesh e la guerra degli Tsurani.
In marzo 2006, il romanzo è stato adattato in una serie di fumetti intitolata Magician Apprentice, pubblicata da Dabel Brothers Productions e Marvel Comics. I primi sei numeri sono stati pubblicati come romanzi a fumetti con copertina rigida. Dopo quasi un anno di collaborazione, Dabel Brothers e Marvel si sono separate e tutti i libri, incluso Il Signore della Magia, sono stati mantenuti dalla Marvel. In giugno 2009, la serie è proseguita con l'uscita di una serie limitata Marvel in 5 parti intitolata Raymond E. Feist's Riftwar. La serie è stata pubblicata anche come romanzi a fumetti con copertina rigida (volume 2) dalla Marvel. È previsto che i numeri dal 13 al 18 verranno pubblicati con il titolo Magician: Riftwar.
Il Signore della Magia è stato scelto per la prima volta per un adattamento televisivo nel 2018 da BCDF Television. Feist ha dichiarato di aver partecipato a numerose discussioni dalla pubblicazione, ma che questa era la prima volta che era felice di vendere i diritti. L'accordo con BCDF è fallito, ma nel febbraio 2022 è stato annunciato che Six Studios ha ottenuto i diritti sui primi sei libri dell'arco narrativo.